# Comuna Vîșneve, Velîka Mîhailivka
Vîșneve (în ucraineană Вишневе; fostă Kirove, în ucraineană Кірове) este o comună în raionul Velîka Mîhailivka, regiunea Odesa, Ucraina, formată din satele Novoselivka, Prîvilne, Sokorove și Vîșneve (reședința).

## Demografie
Componența lingvistică a comunei Kirove
     Ucraineană (91,55%)
     Română (5,57%)
     Rusă (2,6%)
     Alte limbi (0,19%)
Conform recensământului din 2001, majoritatea populației comunei Kirove era vorbitoare de ucraineană (91,55%), existând în minoritate și vorbitori de română (5,57%) și rusă (2,6%).